# Pycnarmon callidalis
Pycnarmon callidalis là một loài bướm đêm trong họ Crambidae.